# ウォーレン・クリストファー
ウォーレン・マイナー・クリストファー（英語: Warren Minor Christopher、1925年10月27日 - 2011年3月18日）は、アメリカ合衆国の政治家。1993年1月から1997年1月まで同国の第63代国務長官を務め、カリフォルニア大学ロサンゼルス校政治学部客員教授であった。

## 生涯

### 生い立ちと初期の経歴
1925年10月27日にノースダコタ州スクラントンに誕生した。ハリウッド高校を卒業し、レッドランズ大学へ進学した。クリストファーは地元の友愛会であるカッパ・シグマ・シグマに参加した。
1945年2月に南カリフォルニア大学の学部課程を優等で修了した。クリストファーは1943年7月から1946年9月までアメリカ海軍予備役部隊に所属し、少尉として太平洋戦域で現役任務に従事した。1946年9月から1949年10月までスタンフォード法科大学院に所属し、スタンフォード法律評論誌を創刊した。なおその後は優秀法学生会に加入した。

### 政治略歴

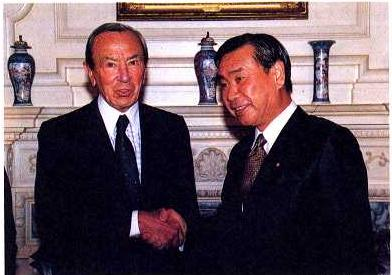
羽田孜外務大臣と（1993年9月）

1967年3月に司法副長官、1977年2月に国務副長官を経て、1993年1月に国務長官を務めた。カーター政権で米中国交正常化、クリントン政権でボスニア問題などに取り組み、1993年6月に開催された世界人権会議に出席し、「人権の抑圧の隠れ蓑としての文化相対主義」を批判した。
2011年3月18日にカリフォルニア州ロサンゼルスの自宅にて、腎臓がんと膀胱がんの合併症の為に85歳で死去した。